# Cam Crabtree
Cameron „Cam“ Crabtree (* 21. September 2003 in London) ist ein englischer Dartspieler der Professional Darts Corporation.

## Karriere

### 2020 bis 2024
Cameron Crabtree begann während der COVID-19-Pandemie mit dem Dartspielen und ging 2022 erstmals bei der PDC Qualifying School an den Start. Dort erreichte er allerdings mit lediglich einem Sieg nicht die Final Stage, um sich eine Tour Card erspielen zu können. Am 5. Juni 2022 erreichte er erstmals das Halbfinale bei der PDC Development Tour, welches er gegen Keane Barry mit 2:5 verlor. Auf der PDC Challenge Tour 2022 spielte er beim vorletzten Event des Jahres einen Neundarter.
Bei der Q-School 2023 zog Crabtree über die Rangliste in die Final Stage ein, errang mit fünf Siegen und zwei Punkten als 37. in der Rangliste jedoch keine Tour Card.
Im Jahr 2023 gewann Crabtree die Events 4 und 18 der PDC Challenge Tour und erreichte insgesamt Platz 4 der Challenge Tour Order of Merit. Auch bei der Development Tour 2023 war er u. a. mit einem Finale erfolgreich und beendete diese auf Rang 9 der Development Tour Order of Merit.
Bei der Q-School 2024 war Crabtree als Vierter der Challenge Tour Order of Merit direkt für die Final Stage qualifiziert. Mit vier Siegen am ersten Tag erreichte er drei Punkte, verlor an den folgenden Tagen aber jeweils seine Auftaktspiele und beendete die Q-School wie im Vorjahr auf dem 37. Platz, ohne eine Tour Card zu bekommen. Am 28. September 2024 spielte er zusammen mit Scott Mitchell das Finale der WDF-Europameisterschaft im Doppel gegen die Schweden Johan Engström und Andreas Harrysson, welches sie mit 3:6 verloren.

### 2025: Gewinn der Tour Card
Bei der Q-School 2025 gewann er als Sechster über die Rangliste eine Tour Card. Sein Debüt auf der PDC European Tour gab er bei den Belgian Darts Open, wo er jedoch im Erstrundenspiel Raymond van Barneveld unterlag.

## Turnierergebnisse
| Turnier                    | 2024 | 2025 |
| -------------------------- | ---- | ---- |
| WDF-Platin-/Major-Turniere |      |      |
| WDF Europe Cup             | HF   |      |
| PDC-Ranking-Turniere       |      |      |
| UK Open                    | 1R   | 3R   |
| World Masters              | n/a  | VR   |
| Karrierestatistiken        |      |      |
| Jahresendplatzierung       | 132  |      |

| Legende zu den Turnierergebnissen | Legende zu den Turnierergebnissen | Legende zu den Turnierergebnissen | Legende zu den Turnierergebnissen | Legende zu den Turnierergebnissen | Legende zu den Turnierergebnissen | Legende zu den Turnierergebnissen | Legende zu den Turnierergebnissen | Legende zu den Turnierergebnissen | Legende zu den Turnierergebnissen |
| --------------------------------- | --------------------------------- | --------------------------------- | --------------------------------- | --------------------------------- | --------------------------------- | --------------------------------- | --------------------------------- | --------------------------------- | --------------------------------- |
| n/t                               | nicht teilgenommen                | n/q                               | nicht qualifiziert                | n/a                               | nicht ausgetragen                 | #R                                | Aus in jeweiliger Runde           | GP                                | Aus in der Gruppenphase           |
| AF                                | Achtelfinalist                    | VF                                | Viertelfinalist                   | HF                                | Halbfinalist                      | F                                 | Turnierfinalist                   | S                                 | Turniersieger                     |

## Titel

### PDC
- Secondary Tour Events
  - PDC Challenge Tour
    - PDC Challenge Tour 2023: 4, 18

  - PDC Development Tour
    - PDC Development Tour 2025: 11, 13, 15

## Weltmeisterschaftsresultate

### PDC-Junioren
- 2022: Gruppenphase (5:3-Sieg gegen  Alex Jacques und 2:5-Niederlage gegen  David Schlichting)
- 2023: 1. Runde (2:6-Niederlage gegen  Wessel Nijman)
- 2024: Gruppenphase (5:0-Sieg gegen  Daniel Stephenson, 5:1-Sieg gegen  Jonas Graversen und 4:5-Niederlage gegen  Roy Rietbergen)